# Вавилон (филм, 2022)
Вижте пояснителната страница за други значения на Вавилон.
„Вавилон“ (на английски: Babylon) е американски исторически трагикомичен филм от 2022 г. на режисьора и по сценарий на Деймиън Шазел. Във филма участват Брад Пит, Марго Роби, Диего Калва, Джийн Смарт, Джован Адепо и Ли Джун Ли. Сюжетът хроникира възходът и падението на няколко герои по време на превръщането на Холивуд от неми до говорещи филми през 1920-те години.
Шазел започва да разработва филма през юли 2019 г., докато „Лайънсгейт“ започва да реализира проекта. През ноември 2019 г. международните права са откупени от „Парамаунт Пикчърс“. Част от актьорския състав се присъединиха към проекта между януари 2020 г. и август 2021 г., а снимките се провеждат в Лос Анджелис от юли до октомври 2021 г.
Премиерата на филма се състои в Лос Анджелис на 15 декември 2022 г., и е пуснат по кината в САЩ на 23 декември 2022 г. от „Парамаунт Пикчърс“.

## Актьорски състав
- Брад Пит – Джак Конрад
- Марго Роби – Нели ЛаРой
- Диего Калва – Мани Торес
- Джийн Смарт – Елинор Ст. Джон
- Джован Адепо – Сидни Полмър
- Ли Джун Ли – Лейди Фей
- Пи Джей Бърн – Макс
- Лукас Хаас – Джордж Мън
- Оливия Хамилтън – Рут Адлър
- Макс Мингела – Ървинг Талбърг
- Рори Скорвел – Графът
- Катрин Уотърсън – Естел Конрад
- Тоби Магуайър – Джеймс Маккей
- Майкъл Балзари – Боб Ливайн
- Джеф Гарлин – Дон Уолич
- Ерик Робъртс – Робърт Рой
- Итън Супли – Уилсън
- Самара Уийвинг – Констанс Мур
- Оливия Уайлд – Ина Конрад
- Спайк Джонз – Ото вон Страсбъргър
- Телвин Грифин – Реджи
- Клоуи Файнман – Марион Дейвис
- Фийби Тонкин – Джейн Торнтън
- Трой Меткалф – Орвил Пикуик
- Дженифър Грант – Милдред Йейтс
- Патрик Фуджит – Полицай Елууд
- Пат Скипър – Уилям Рандолф Хърст
- Кая Гърбър – Скарлет
- Сайръс Хоби – Футболист
- Карън Бетзейб – Силвия Торес
- Сара Рамос – Хариет Ротшайлд
- Александре Чен – Джеймс Уонг
- Тейлър Хил – Ребека
- Джон Мариано – Майстор на церемониите

## В България
В България филмът ще бъде пуснат по кината на 20 януари 2023 г. от „Форум Филм България“.